# Lucien Bahuma
El general mayor Jean-Lucien Bahuma Ambamba (1957 — 2014), conocido como Lucien Bahuma, fue un oficial congoleño. Bahuma, fue descrito como un "soldado excepcional" por Le Potentiel y un "oficial popular y dispuestos a la reforma del Congo" por El Economista, comando a las  Fuerzas Militares de la República Democrática del Congo en la Provincia de Kivu Norte y Kivu del Sur durante la rebelión del M23.
Bahuma nació en el pueblo de Tolaw en el Territorio Isangi en 1957. Comenzó su carrera militar bajo el régimen de Mobutu Sese Seko, asistiendo a academias militares en el Congo y Francia. Durante la segunda guerra del Congo, estuvo al mando del Movimiento de Liberación del Congo (MLC) y se reintegró más tarde en el ejército congoleño.
Bahuma fue designado a la orden de la 8.ª región Militar, cubriendo Kivu, por el presidente Joseph Kabila después de la caída de Goma en manos de los rebeldes del M23 en 2012. La caída de Goma en noviembre de 2012 extensamente se percibió como una vergüenza para las FMRDC y las fuerzas de pacificación MONUSCO de las Naciones Unidas y se llevó llamadas a la reforma.  La moral entre las fuerzas del gobierno en la región era baja. Después de tomar el orden, Bahuma reformó las FMRDC en la región y redujo la corrupción. Fue responsable de la mayor parte del éxito subsecuente de las FMRDC contra el M23 en la región de Kivu. Ganó una reputación de un reformista, junto al teniente general François Olenga y el coronel Mamadou Ndala, e intentó convertir a las FMRDC en unas fuerzas armadas profesionales.
Durante una misión diplomática con Uganda en agosto de 2014, Bahuma sufrió un ataque cardíaco. Fue llevado a un hospital en Pretoria, Sudáfrica, donde murió el 30 de agosto a la edad de 57. Su muerte fue vista por unos como sospechosa, después del asesinato de otra conducción oficial de las FMRDC en Kivu, el coronel Mamadou Ndala de Unité se hizo cargo de las tropas en la región ocho meses antes. Se rumoreó que se había envenenado. Los comentaristas Extranjeros rechazaron esta teoría, pero notaron que la muerte de Bahuma reduciría la marcha de tentativas de reformar en las FMRDC. Bahuma recibió tributos póstumos de varios políticos congoleños principales y le fue póstumamente concedido la medalla "Héros nationaux a Kabila-Lumumba" otorgada por el presidente Kabila. Un período de 48 h de luto fue observado por estudiantes en la universidad Bilingüe cristiana del Congo en Beni, en el norte de Kivu en su honor. En septiembre, el General de brigada Emmanuel Lombe Bangwangu fue anunciado como el reemplazo de Bahuma como jefe de la 8.ª Región Militar.